# Ендо Кеїта
Ендо Кеїта (яп. 遠藤 渓太; нар. 22 листопада 1997) — японський футболіст, вінгер берлінського «Уніона» і національної збірної Японії. На умовах оренди виступає за «Айнтрахт» (Брауншвейг).

## Клубна кар'єра
У дорослому футболі дебютував 2016 року виступами за команду клубу «Йокогама Ф. Марінос».
2020 року був орендований до складу берлінського «Уніона».

## Кар'єра в збірній
З 2017 року залучався до складу молодіжної збірної Японії, з якою брав участь у молодіжних чемпіонатах світу 2017.
Дебютував 2019 року в офіційних матчах у складі національної збірної Японії. У формі головної команди країни зіграв 2 матчі.

## Статистика виступів
| Збірна Японії | Збірна Японії | Збірна Японії |
| Рік           | Матчі         | Голи          |
| ------------- | ------------- | ------------- |
| 2019          | 2             | 0             |
| Загалом       | 2             | 0             |

## Титули і досягнення
- Чемпіон Японії: 2019

Збірні
- Переможець Юнацького (U-19) кубка Азії: 2016
- Срібний призер Азійських ігор: 2018